# Michail Nestroejev
Michail Velerjevtitsj Nestroejev (Russisch: Михаил Валерьевич Неструев) (Moskou, 28 oktober 1968) is een Russisch olympisch schutter.
Michail Nestroejev nam als schutter driemaal deel aan de Olympische Spelen; in 2004 won hij goud op het onderdeel 50 meter pistool en zilver op het onderdeel 10 meter luchtpistool.
Verder won hij het ISSf wereldkampioenschap schieten in 1998 (25 meter standaard pistool) en 2002 (10 meter luchtpistool). Hij heeft viermaal de ISSF wereldcup gewonnen, in 2005, 2006, 2007 en 2008, en veel andere wereld en Europese titels. 
| 50 meter pistool      | —            | Goud · 565+98.3   | 23ste 552 |
| 10 meter luchtpistool | 4de 583+99.3 | Zilver · 591+98.8 | 28ste 575 |

1896: Sumner Paine ·
1900: Karl Röderer ·
1908: Paul Van Asbroeck ·
1912: Alfred Lane ·
1920: Karl Frederick ·
1936: Torsten Ullman ·
1948: Edwin Vásquez ·
1952: Huelet Benner ·
1956: Pentti Linnosvuo ·
1960: Aleksej Goesjtsjin ·
1964: Väinö Markkanen ·
1968: Grigori Kosysj ·
1972: Ragnar Skanåker ·
1976: Uwe Potteck ·
1980: Aleksandr Melentjev ·
1984: Xu Haifeng ·
1988: Sorin Babii ·
1992: Kanstantsin Loekasjyk ·
1996: Boris Kokorev ·
2000: Tanjoe Kirjakov ·
2004: Michail Nestroejev ·
2008: Jin Jong-oh ·
2012: Jin Jong-oh ·
2016: Jin Jong-oh